# Fagagna
Fagagna (in friulano Feagne) è un comune italiano di 6 040 abitanti in Friuli-Venezia Giulia. Fa parte del club dei Borghi più belli d'Italia ed è nota anche per il "formaggio di Fagagna".

## Storia
Il nome di Fagagna compare per la prima volta nel diploma dell'11 giugno 983, con il quale l'imperatore Ottone II ne concede il Castello al Patriarca di Aquileia Rodoaldo. Il sito era comunque già abitato in epoca romana, quando era stazione di passaggio sulla strada che collegava il municipio di Concordia Sagittaria a Gemona sulla via verso il Norico.
I patriarchi d'Aquileia dettero il castello in feudo a un consorzio di famiglie nobili, e affidarono a un gastaldo l'amministrazione della giustizia e la tutela dei loro interessi sul territorio della gastaldìa, che oltre a Fagagna comprendeva altri diciassette villaggi. Attorno al castello si trovavano cinque piccoli borghi che, verso la fine del XIV secolo, unitamente al castello, dettero origine alla Comunità di Fagagna, retta da un Consiglio di Dodici, quattro nobili del castello ed otto popolani.
Dopo alterne vicende di guerre, assedi e tradimenti, Fagagna si consegnò nel 1420 alle armate della Repubblica di Venezia giunte alla conquista del Friuli.
A Fagagna venne firmata la dichiarazione di guerra all'Impero Austro-Ungarico, il 24 maggio del 1915. Il Comando supremo militare italiano aveva sede fino al mese di giugno presso Villa Volpe, dove il fatto viene ricordato con due lapidi, apposte in epoche diverse.

### Simboli
Lo stemma del Comune di Fagagna è stato riconosciuto con decreto del Capo del governo del 5 febbraio 1937.
Il gonfalone, concesso con DPR del 30 ottobre 1975, è un drappo interzato in fascia di nero, di bianco e di rosso.

## Monumenti e luoghi d'interesse

### Castello di Fagagna
Il castello si trova su una spianata a 233 m di altezza, in posizione dominante sulla pianura sottostante, al termine di una salita che procede dal centro del paese. Già esistente nel X secolo, era costituito da una prima cinta muraria che delimitava la sommità del colle, entro la quale si trovava la torre (ancora esistente, trasformata in campanile) e il palazzo del patriarca (completamente distrutto). In quest'area è presente anche un'altra torre diroccata, la piccola chiesa di San Michele, documentata nel 1251 ma la cui dedica fa sospettare un'ancor più antica fondazione longobarda, e un altro fabbricato, ora trasformato in ristorante.
Nel corso del XIII e XIV secolo vennero costruite subito sotto la sommità del colle le abitazioni dei nobili, cui il patriarca aveva affidato la custodia del castello, ed altri fabbricati che costituirono un borgo. Anche questo era difeso da una cinta muraria, collegata a quella superiore del castello, e provvista di tre porte, di cui rimane solo la porta detta "di Sinagoga". Dopo la conquista veneta del Friuli il castello perse ogni importanza strategica e si avviò a un progressivo inesorabile degrado. Il palazzo del patriarca andò in rovina e parte dei suoi materiali furono utilizzati per costruire il palazzo della Comunità nel borgo, ultimato nei primi anni del '500, caratterizzato da un loggiato al piano terreno e da una trifora al primo piano sormontata dal leone di San Marco, emblema del Dominio Veneziano.

### Castello di Villalta

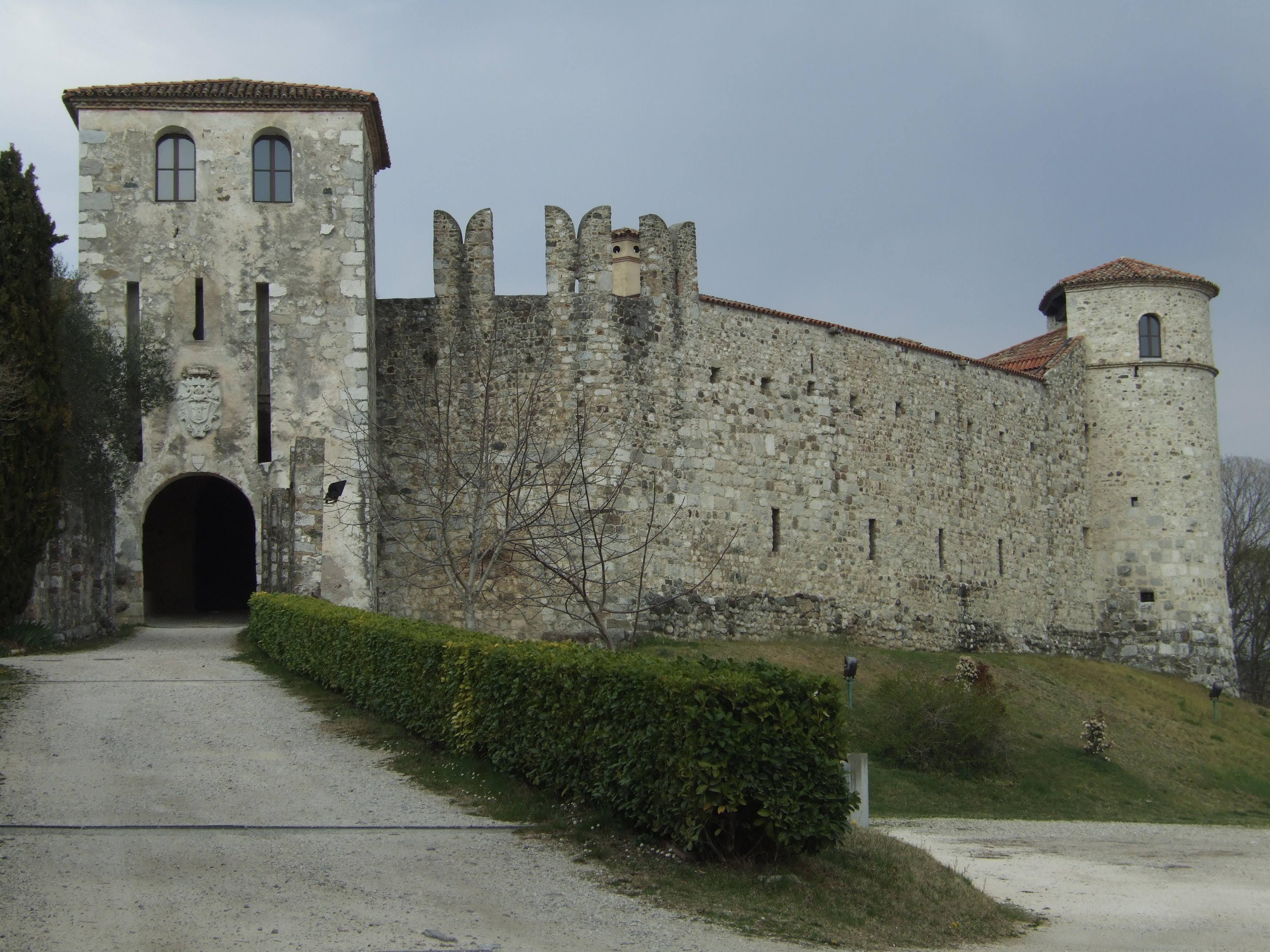
Il castello di Villalta

Sorto sulle rovine di un fortino romano e dove, con molta probabilità, vi era un castelliere preistorico, il castello viene citato per la prima volta nel 1158. Nel 1216 Enrico il Vecchio di Villalta riuscì prima a resistere all'assedio e poi a respingere le truppe di Ezzelino III da Romano.
Durante la rivolta contadina del 1511, passata alla storia come Crudele giovedì grasso, anche il castello di Villata fu assalito e semidistrutto. Pochi giorni più tardi un violento terremoto distrusse quel poco che si era salvato. Era appartenuto alla stessa famiglia che possedeva il castello di Fagagna.

### Chiesa di San Leonardo
Localizzata in Borgo Riolo, la chiesetta risale molto probabilmente alla fine del XIV o all'inizio del XV secolo. All'inizio dell'Ottocento, con le soppressioni napoleoniche, la chiesa fu sconsacrata e fu utilizzata come pagliaio fino ad alcuni decenni or sono. Attualmente è di proprietà del Comune, che ne ha curato il restauro.
Sulla parete destra sono presenti affreschi che narrano le storie del Santo:
- Nascita del principe;
- Incontro con re Clodoveo;
- Fondazione del Monastero;
- San Leonardo libera i prigionieri.

I primi tre affreschi sono ancora legati alla maniera tardo-vitalesca, fiorente in Friuli verso la fine del XIV secolo, mentre per il quarto è stata proposta l'attribuzione a Domenico Lu Domine e a Antonio Baietto, artisti già più maturi e legati alle innovazioni stilistiche quattrocentesche, artisti che, inoltre, risultano presenti a Fagagna verso il 1413.

### Oasi dei Quadris
A Fagagna si trova l'oasi dei Quadris, creata nel 1989 per la reintroduzione della cicogna bianca. Vi si trovano anche esemplari di ibis eremita, tenuti in stato di semi-cattività.

### Museo della Vita Contadina Cjase Cocèl
Il Museo della Vita Contadina Cjase Cocèl presenta la vita quotidiana e il lavoro di contadini e artigiani nella prima metà del Novecento. Fanno parte del complesso anche la fucina, il mulino e la latteria. Sono state inoltre ricostruite un'aula scolastica e un'aula per l'arte del merletto a tombolo, di cui Fagagna vanta una lunga tradizione .

### Area verde di Palazzo Pico
L'area verde di Palazzo Pico è dedicata alla memoria del compositore e disc jockey Robert Miles, che visse nella cittadina gli anni giovanili, prima di intraprendere una fortunata carriera all'estero .

## Società

### Evoluzione demografica
Abitanti censiti

### Lingue e dialetti
A Fagagna, accanto alla lingua italiana, la popolazione utilizza la lingua friulana. Ai sensi della deliberazione n. 2680 del 3 agosto 2001 della Giunta della Regione autonoma Friuli-Venezia Giulia, il Comune è inserito nell'ambito territoriale di tutela della lingua friulana ai fini della applicazione della legge 482/99, della legge regionale 15/96 e della legge regionale 29/2007.
La lingua friulana che si parla a Fagagna rientra fra le varianti appartenenti al friulano centro-orientale.

## Eventi
In settembre si svolge la tradizionale sagra paesana, i cui eventi di maggior richiamo sono la Corsa degli Asini, che si tiene dal 1891 la prima domenica del mese, e il Palio dei Borghi, che ha luogo la domenica successiva .
Nella frazione di Ciconicco il Venerdì Santo si tiene una Sacra Rappresentazione in costume per rievocare la Passione e la morte di Gesù Cristo .

## Cucina
Fagagna è la patria del "pestàt", un impasto di lardo macinato, aromatizzato con erbe e spezie, che si usa come condimento; il prodotto è riconosciuto e tutelato come Presidio Slow Food .

## Infrastrutture e trasporti
Fagagna è attraversata dalle strade provinciali 5, 10 e 51, sulle quali sono svolte autocorse in servizio pubblico a cura della TPL FVG.
Fra il 1889 e il 1955 a Fagagna era presente una stazione della tranvia Udine-San Daniele, la quale funse da importante volano per l'economia cittadina nella prima parte del Novecento.

## Amministrazione

### Sindaci dal 1995
| Periodo        | Periodo        | Primo cittadino     | Partito                | Carica  | Note |
| -------------- | -------------- | ------------------- | ---------------------- | ------- | ---- |
| 23 aprile 1995 | 13 giugno 1999 | Aldo Burelli        | Lista civica di Centro | Sindaco |      |
| 13 giugno 1999 | 13 giugno 2004 | Aldo Burelli        | Lista civica di Centro | Sindaco |      |
| 13 giugno 2004 | 7 giugno 2009  | Gianluigi D'Orlandi | Lista civica           | Sindaco |      |
| 7 giugno 2009  | 25 maggio 2014 | Aldo Burelli        | Lista civica           | Sindaco |      |
| 25 maggio 2014 | 26 maggio 2019 | Daniele Chiarvesio  | Lista civica           | Sindaco |      |
| 26 maggio 2019 | 3 aprile 2023  | Daniele Chiarvesio  | Lista civica           | Sindaco |      |
| 3 aprile 2023  | In carica      | Daniele Chiarvesio  | Lista civica           | Sindaco |      |

## Galleria d'immagini

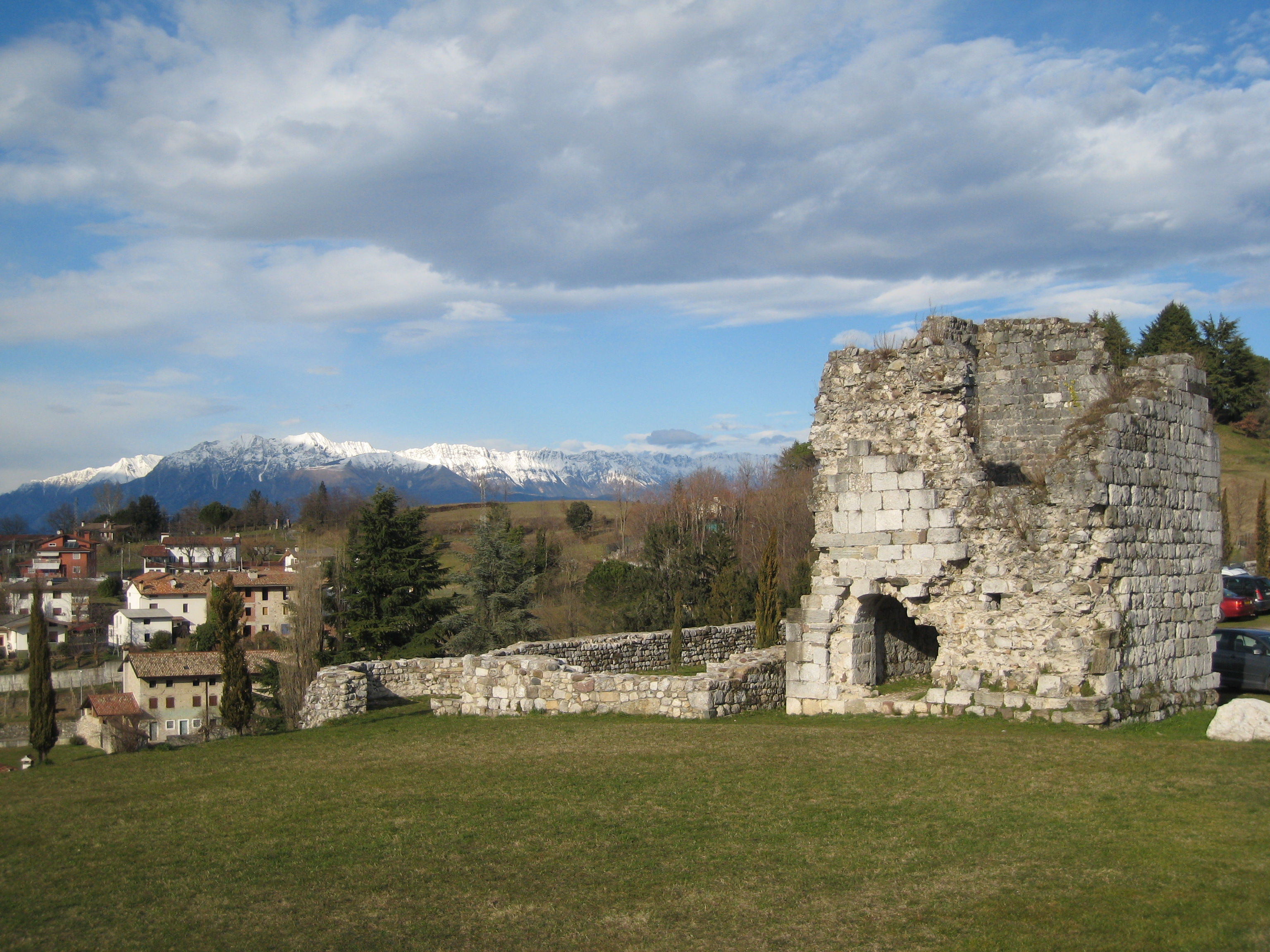
I ruderi sulla collina del castello
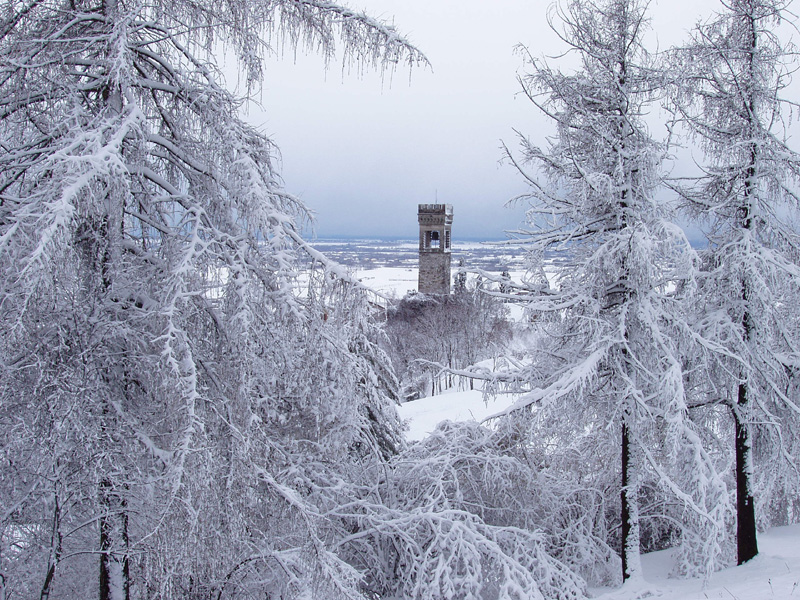
Il castello di Fagagna
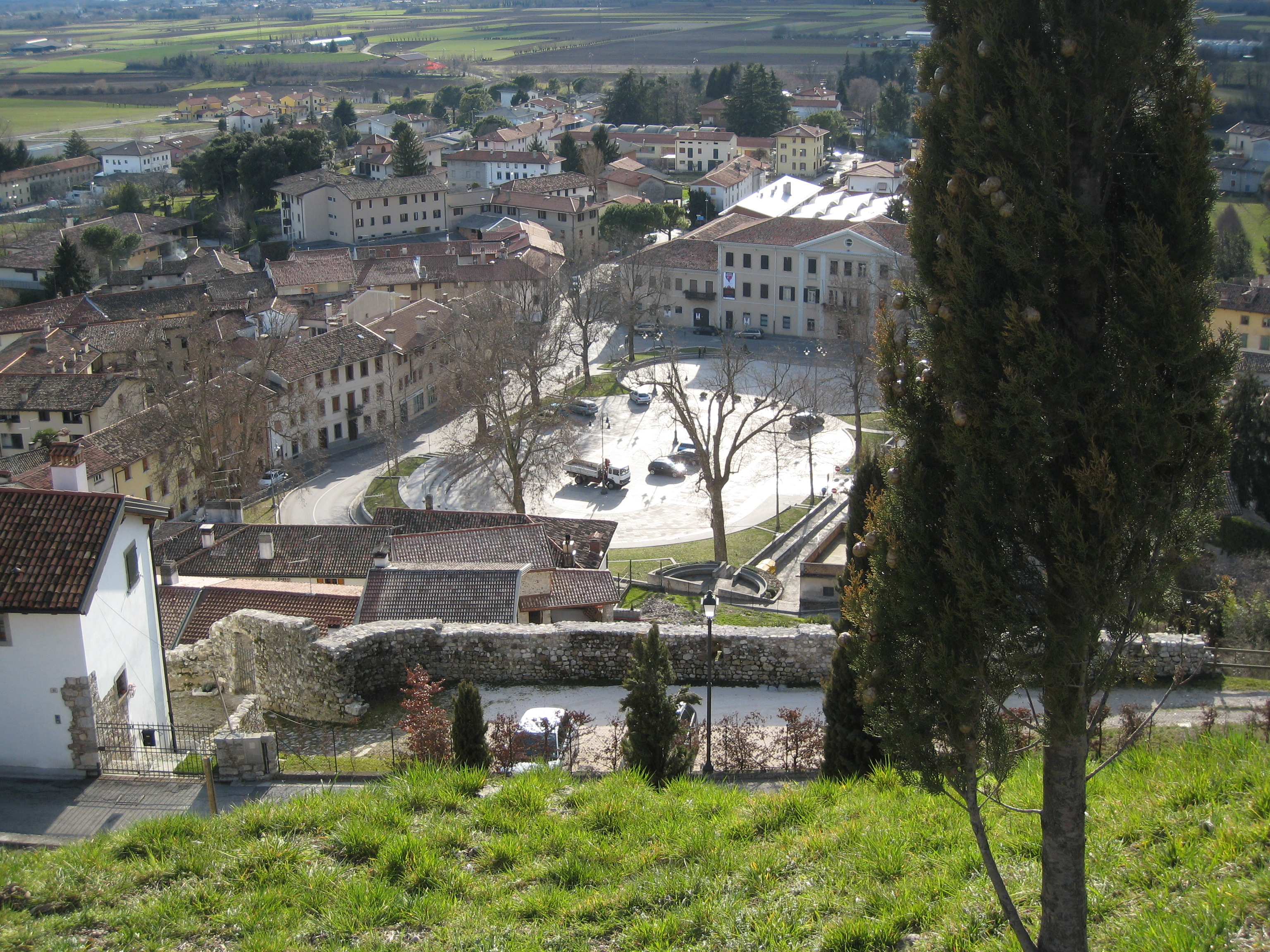
La piazza di Fagagna
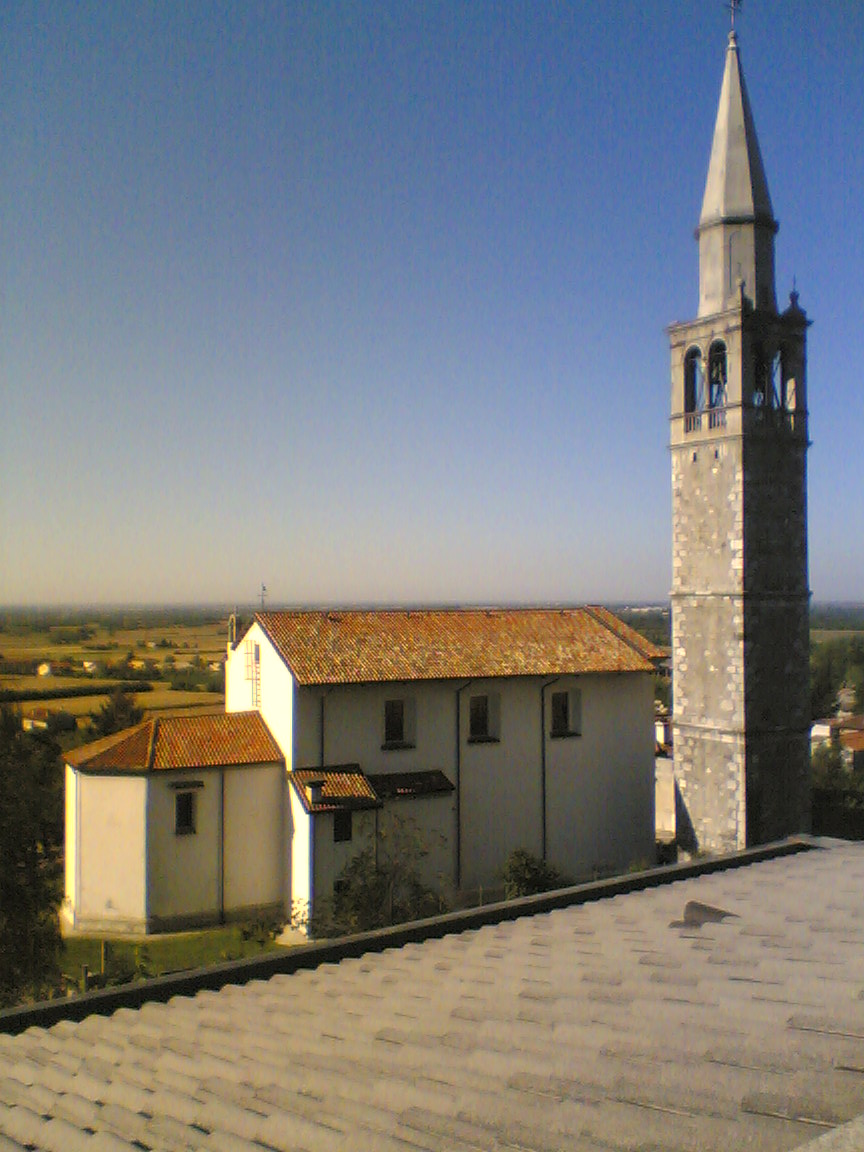
La chiesa di Madrisio
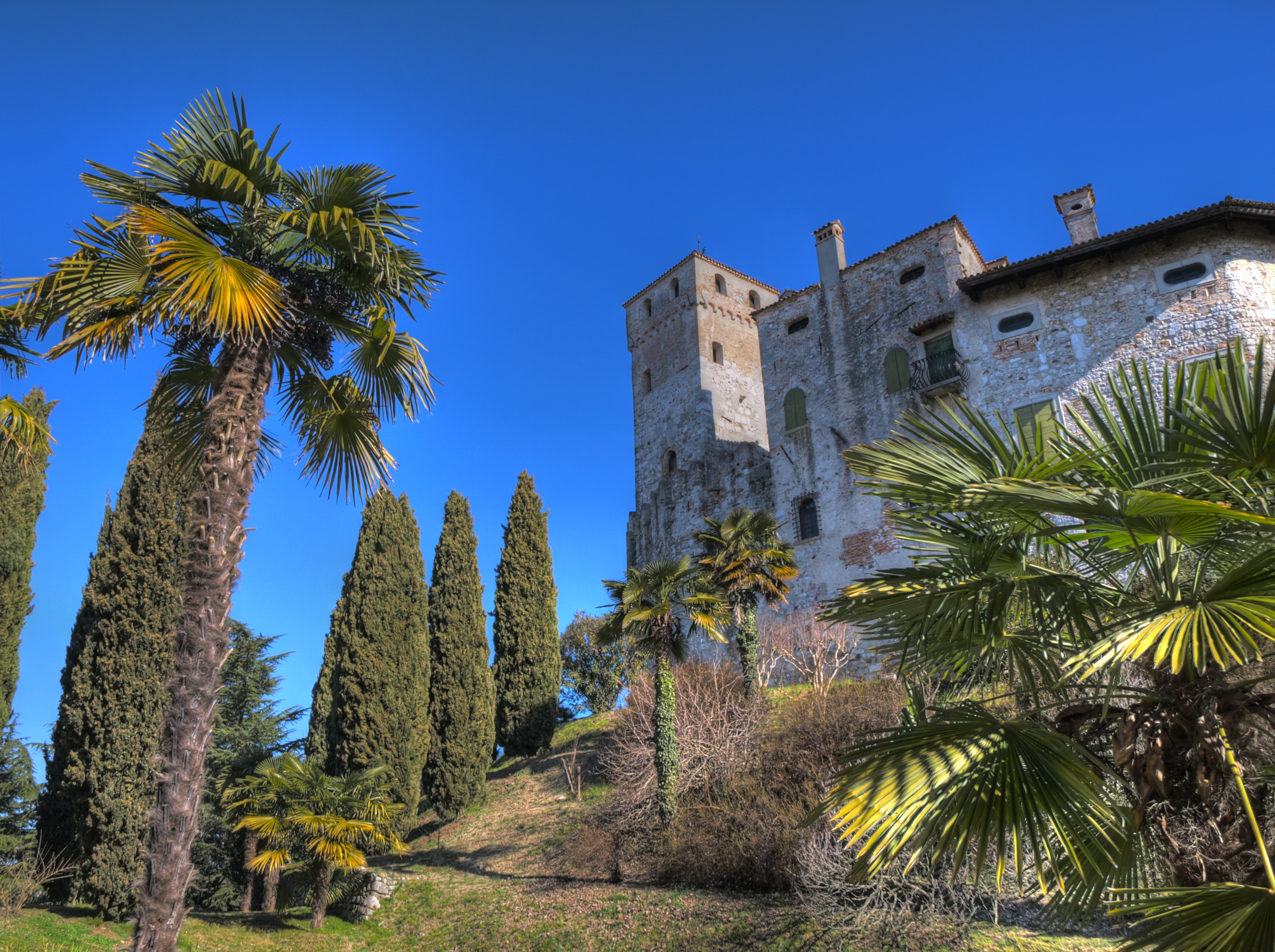
Il castello di Villalta
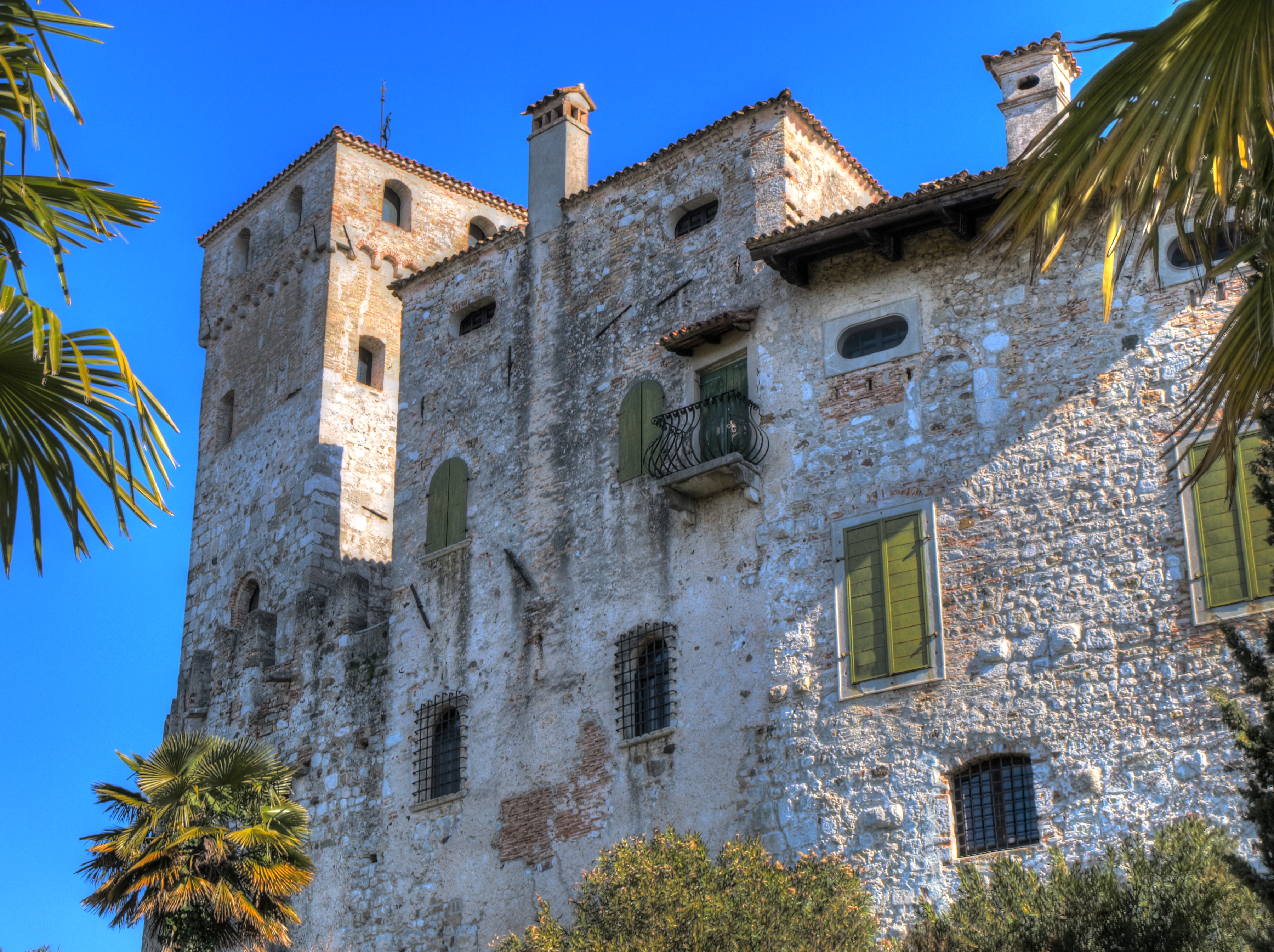
Il castello di Villalta